# Bulbophyllum tristelidium
Bulbophyllum tristelidium är en orkidéart som beskrevs av Walter Kittredge. Bulbophyllum tristelidium ingår i släktet Bulbophyllum och familjen orkidéer. Inga underarter finns listade i Catalogue of Life.